# Малое Нивище
Малое Нивище — деревня в Спировском районе Тверской области.

## География
Находится в центральной части Тверской области на расстоянии приблизительно 35 км на восток-северо-восток по прямой от районного центра поселка Спирово.

## История
Деревня была отмечена как Нивищи ещё на карте 1825 года. В 1859 году здесь (деревня Малая Нивища Вышневолоцкого уезда) было учтено 16 дворов. До 2021 года входила в состав Козловского сельского поселения Спировского района до его упразднения.

## Население
Численность населения: 216 человек (1859 год), 8 (карелы 62 %, русские 38 %) в 2002 году, 8 в 2010.